# Вье-Борд
Вье-Борд (фр. Vier-Bordes, окс. Bièr e Bòrdas) — коммуна во Франции, находится в регионе Юг — Пиренеи. Департамент — Верхние Пиренеи. Входит в состав кантона Аржелес-Газост. Округ коммуны — Аржелес-Газост.
Код INSEE коммуны — 65467.

## География

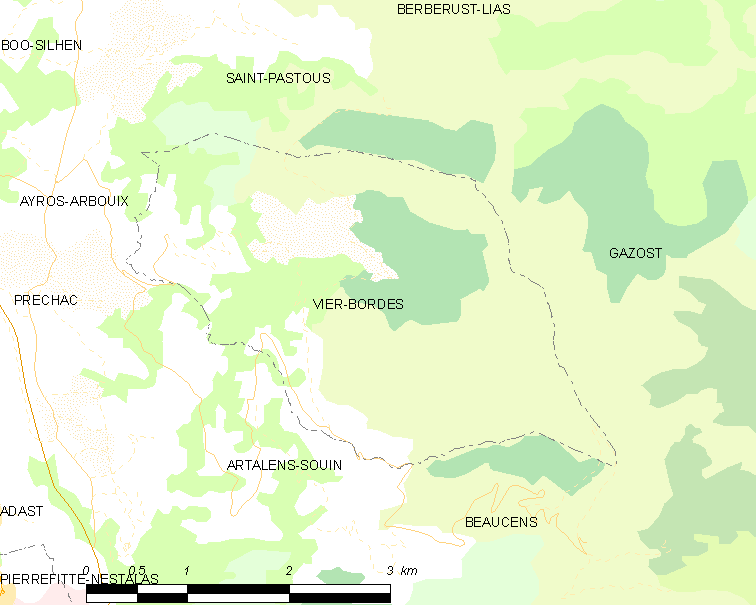
Карта коммуны

Коммуна расположена приблизительно в 680 км к югу от Парижа, в 140 км юго-западнее Тулузы, в 28 км к югу от Тарба.

## Население
Население коммуны на 2010 год составляло 94 человека.
| 1962 | 1968 | 1975 | 1982 | 1990 | 1999 | 2010 |
| ---- | ---- | ---- | ---- | ---- | ---- | ---- |
| 66   | 65   | 53   | 55   | 58   | 74   | 94   |

## Администрация
| Период | Период | Фамилия         | Партия | Примечания |
| ------ | ------ | --------------- | ------ | ---------- |
| 2001   | 2014   | Вероник Марку   |        |            |
| 2014   | 2020   | Паскаль Колладо |        |            |

## Экономика
В 2010 году среди 64 человек трудоспособного возраста (15-64 лет) 44 были экономически активными, 20 — неактивными (показатель активности — 68,8 %, в 1999 году было 75,0 %). Из 44 активных жителей работали 36 человек (21 мужчина и 15 женщин), безработных было 8 (3 мужчин и 5 женщин). Среди 20 неактивных 7 человек были учениками или студентами, 5 — пенсионерами, 8 были неактивными по другим причинам.

## Достопримечательности
- Церковь Св. Лаврентия